# ힾ
ힾ는 옛한글 자모 중 하나이며, ㅣ랑 ㅒ를 연이어 내는 모음이였을 것이다. ힿ랑 ퟀ도 있다. ㅣ가 단모음이고 ㅣ와 ㅕ(이중모음)가 합쳐진 ㅒ는 삼중모음임으로 ힾ는 사중모음이나 된다.또다른 사중모음은 ힽ, ᆥ, ᆆ 등이 있다.
오(5)중모음도 있다. ㆈ 등이 있다.

## 같이 보기
- 옛한글